# 써머스비 (사과주)

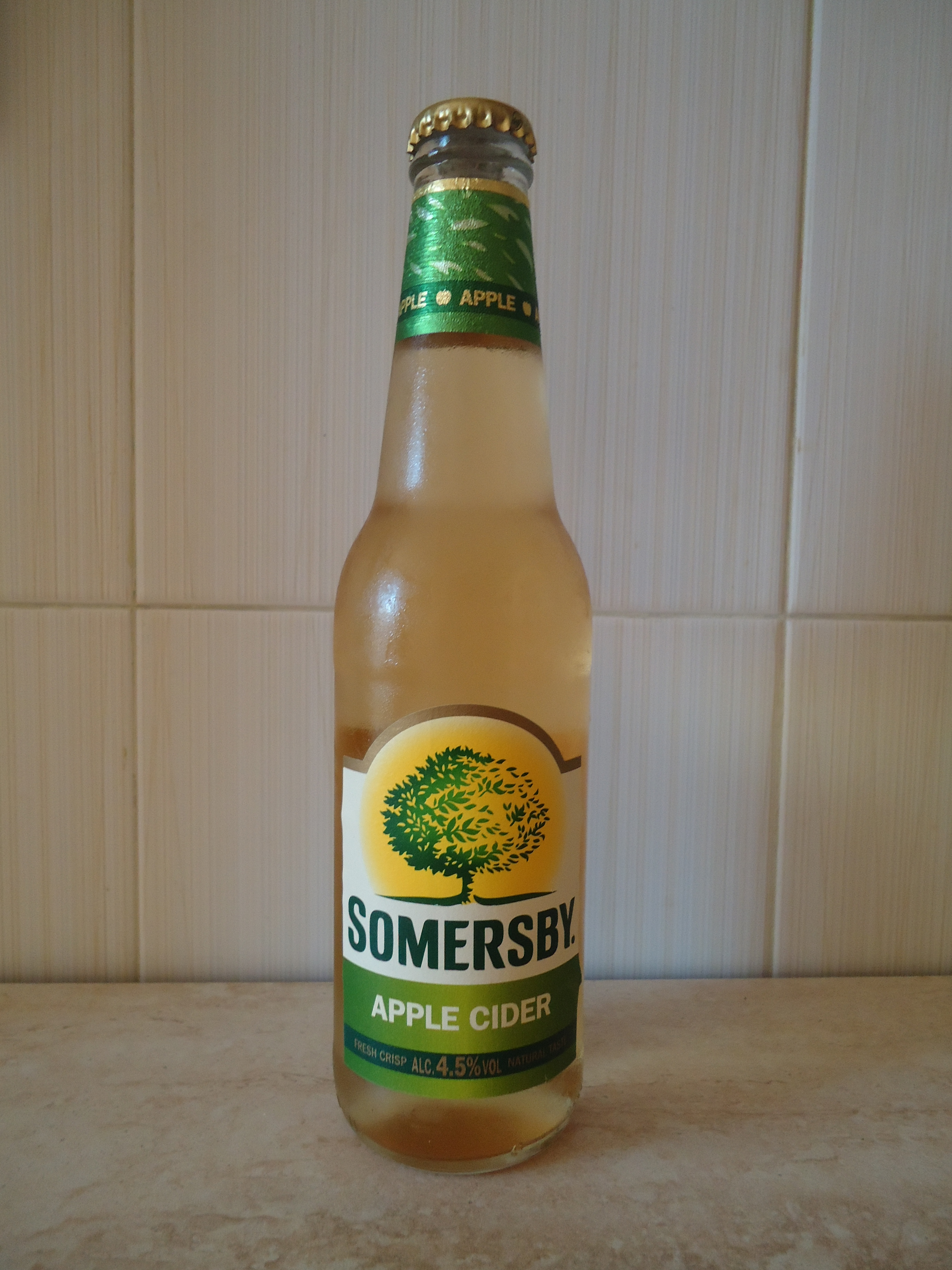
써머스비

써머스비(Somersby)는 덴마크의 양조회사 칼스버그에서 만드는 도수 4.5도의 사과주 브랜드이다. 2008년에 개발되어, 본래 덴마크 내수 시장용으로 판매되었으나 곧 46개국에 수출되었다. 수입국으로는 스칸디나비아의 모든 나라, 유럽 대륙, 영국, 러시아, 호주, 말레이시아, 대만, 캐나다, 미국, 한국 등이 있다. 세계에서 가장 잘 팔리는 사과주 브랜드 중 하나이다.